# Focus Entertainment
Focus Entertainment (anteriormente llamada Focus Home Interactive) es una compañía distribuidora de videojuegos francesa con base en Paris, Francia. Fue fundada en 1996 y ha publicado y distribuido títulos como Blood Bowl, Sherlock Holmes, TrackMania, Runaway, la serie Wargame y The Wolf Among Us además de juegos deportivos como Cycling Manager y Virtual Skipper.

## Historia
El 25 de junio de 2010 se anunció que Focus había adquirido Cities XL, un videojuego de la desarrolladora y distribuidora Monte Cristo. Después, en 2012, comenzó a trabajar con Giants Software, creadora de Farming Simulator. En abril de 2018, el entonces CEO Cédric Lagarrigue abandonó la compañía después de 20 años.
En junio de 2020, la compañía compró Deck13 por 7,1 millones de euros. Más tarde, en octubre de 2021, también compró Streum On Studio.En agosto del mismo año, compró Dotemu por una cifra aproximada de 38,5 millones de euros.
El 6 de septiembre de 2021, Focus Home Interactive cambió su nombre a Focus Entertainment.En octubre de 2021, Focus adquirió el estudio Douze Dixiemes. En abril de 2023, también adquirió el estudio Dovetail Games.
El 22 de enero de 2024, la compañía anunció que pasaría por diferentes reestructuraciones de organización interna y cambiaría su nombre a PulluP Entertainemnt.

## Estudios
| Nombre           | Nombre           | Localización            | Tipo de subsidiaria | Fundación/Adquisición | Referencia |
| ---------------- | ---------------- | ----------------------- | ------------------- | --------------------- | ---------- |
| BlackMill Games  | BlackMill Games  | Heiloo, Países Bajos    | Desarrolladora      | 2022                  | [ 19 ]     |
| Deck13           | Deck13 Hamburgo  | Hamburgo, Alemania      | Desarrolladora      | 2020                  | [ 5 ]      |
| Deck13           | Deck13 Montreal  | Montreal, Canadá        | Desarrolladora      | 2020                  | [ 5 ]      |
| Deck13           | Deck13 Spotlight | Frankfurt, Alemania     | Distribuidora       | 2020                  | [ 5 ]      |
| Dotemu           | Dotemu           | París, Francia          | Desarrolladora      | 2021                  | [ 9 ]      |
| Douze Dixiemes   | Douze Dixiemes   | Saint Ouen, Francia     | Desarrolladora      | 2021                  | [ 13 ]     |
| Carpool Studio   | Carpool Studio   | París, Francia          | Desarrolladora      | 2023                  | [ 20 ]     |
| Leikir Studio    | Leikir Studio    | Ivry-sur-Seine, Francia | Desarrolladora      | 2022                  | [ 21 ]     |
| Streum On Studio | Streum On Studio | París, Francia          | Desarrolladora      | 2021                  | [ 8 ]      |
| Dovetail Games   | Dovetail Games   | Chatham, Inglaterra     | Distribuidora       | 2023                  | [ 16 ]     |

## Videojuegos
| Título                                             | Sistema                                                       | Año  | Desarrollador         | Rol                     |
| -------------------------------------------------- | ------------------------------------------------------------- | ---- | --------------------- | ----------------------- |
| A Game of Thrones: Genesis                         | Microsoft Windows                                             |      |                       | Distribuidor            |
| Divinity II                                        | Microsoft Windows                                             |      |                       | Distribuidor            |
| Battlefleet Gothic: Armada                         | Microsoft Windows                                             | TBA  |                       | Distribuidor            |
| Blood Bowl                                         | Microsoft Windows, DS, Xbox 360, PSP                          |      |                       | Distribuidor            |
| Blood Bowl: Chaos Edition                          | Microsoft Windows                                             |      |                       | Distribuidor            |
| Bound by Flame                                     | Microsoft Windows, PS3, PS4, Xbox 360                         |      |                       | Distribuidor            |
| Chaos League                                       | Microsoft Windows                                             |      |                       | Distribuidor            |
| Chaos League: Sudden Death                         | Microsoft Windows                                             |      |                       | Distribuidor            |
| Cities XL                                          | Microsoft Windows                                             |      |                       | Distribuidor            |
| Cities XL 2011                                     | Microsoft Windows                                             |      |                       | Distribuidor            |
| Cities XL 2012                                     | Microsoft Windows                                             |      |                       | Distribuidor            |
| Cities XXL                                         | Microsoft Windows                                             |      |                       | Distribuidor            |
| City Life                                          | Microsoft Windows                                             |      |                       | Distribuidor            |
| City Life                                          | DS                                                            |      |                       | Distribuidor            |
| City Life Edition 2008                             | Microsoft Windows                                             |      |                       | Distribuidor            |
| Confrontation                                      | Microsoft Windows                                             |      |                       | Distribuidor            |
| Contrast                                           | Microsoft Windows, PS3, Xbox 360                              |      |                       | Distribuidor            |
| Cycling Manager                                    | Microsoft Windows                                             |      |                       | Distribuidor            |
| Cycling Manager 2                                  | Microsoft Windows                                             |      | Cyanide S.A.          | Distribuidor            |
| Cycling Manager 3                                  | Microsoft Windows                                             |      | Cyanide S.A.          | Distribuidor            |
| Cycling Manager 4: Season 2004-2005                | Microsoft Windows                                             |      |                       | Distribuidor            |
| Dracula: Origin                                    | Microsoft Windows                                             |      |                       | Distribuidor            |
| Evil West                                          | Microsoft Windows, PS4, PS5, Xbox One, Xbox Series X/S        | 2022 | Flying Wild Hog       | Distribuidor            |
| Faery: Legends of Avalon                           | Microsoft Windows                                             |      |                       | Distribuidor            |
| Farming Simulator 2013                             | Microsoft Windows                                             |      |                       | Distribuidor            |
| Farming Simulator 15                               | Microsoft Windows                                             |      |                       | Distribuidor            |
| Final Exam                                         | Microsoft Windows, PS3, Xbox 360                              |      |                       | Distribuidor            |
| Fire Department                                    | Microsoft Windows                                             |      |                       | Distribuidor            |
| Fire Department 2                                  | Microsoft Windows                                             |      |                       | Distribuidor            |
| Fire Department 3                                  | Microsoft Windows                                             |      |                       | Distribuidor            |
| Game of Thrones                                    | Microsoft Windows                                             |      |                       | Distribuidor            |
| Magrunner: Dark Pulse                              | Microsoft Windows, PS3, Xbox 360                              |      |                       | Distribuidor            |
| Mars: War Logs                                     | Microsoft Windows, PS3, Xbox 360                              |      |                       | Distribuidor            |
| Mordheim: City of the Damned                       | Win                                                           |      |                       | Distribuidor            |
| Of Orcs and Men                                    | Microsoft Windows, PS3, Xbox 360                              |      |                       | Distribuidor            |
| Pro Cycling Manager                                | Microsoft Windows                                             |      |                       | Distribuidor            |
| Pro Cycling Manager 2006                           | Microsoft Windows                                             |      |                       | Distribuidor            |
| Pro Cycling Manager 2007                           | Microsoft Windows                                             |      |                       | Distribuidor            |
| Pro Cycling Manager 2008                           | Microsoft Windows                                             |      |                       | Distribuidor            |
| Pro Cycling Manager 2009                           | Microsoft Windows                                             |      |                       | Distribuidor            |
| Pro Cycling Manager 2010                           | Microsoft Windows                                             |      |                       | Distribuidor            |
| Pro Cycling Manager 2011                           | Microsoft Windows                                             |      |                       | Distribuidor            |
| Pro Cycling Manager 2012                           | Microsoft Windows                                             |      |                       | Distribuidor            |
| Pro Cycling Manager 2013                           | Microsoft Windows                                             |      |                       | Distribuidor            |
| Pro Rugby Manager 2004                             | Microsoft Windows                                             |      |                       | Distribuidor            |
| Pro Rugby Manager 2005                             | Microsoft Windows                                             |      |                       | Distribuidor            |
| Runaway: A Road Adventure                          | Microsoft Windows                                             |      |                       | Distribuidor            |
| Runaway 2: The Dream of The Turtle                 | Microsoft Windows, DS                                         |      |                       | Distribuidor            |
| Runaway 3: A Twist of Fate                         | Microsoft Windows, DS                                         |      |                       | Distribuidor            |
| Sherlock Holmes and the Mystery of the Frozen City | 3DS                                                           |      |                       | Distribuidor            |
| Sherlock Holmes: The Awakened                      | Microsoft Windows                                             |      | Frogwares             | Distribuidor            |
| Sherlock Holmes Versus Jack the Ripper             | Microsoft Windows, Xbox 360, DS                               |      | Frogwares, Spiders    | Distribuidor            |
| Sherlock Holmes: Crimes & Punishments              | Microsoft Windows, PS3, PS4, Xbox 360, XBO                    |      | Frogwares             | Distribuidor            |
| Shovel Knight (Retail Version)                     | Microsoft Windows, PlayStation 4, Wii U, Nintendo 3DS, Amiibo |      | Yatch Club Games      | Distribuidor            |
| Styx: Master of Shadows                            | Microsoft Windows, PS4, XBO                                   |      | Cyanide               | Distribuidor            |
| Super Knights                                      | Android                                                       |      |                       | Distribuidor            |
| The Testament of Sherlock Holmes                   | Microsoft Windows                                             |      | Frogwares             | Distribuidor            |
| The Walking Dead : Season 1 (Retail version)       | PS4, XBO                                                      |      |                       | Distribuidor en Francia |
| The Walking Dead : Season 2 (Retail version)       | PS4, XBO, PS3, Xbox 360 Microsoft Windows                     |      |                       | Distribuidor en Francia |
| Trackmania                                         | Microsoft Windows                                             |      |                       | Distribuidor            |
| Trackmania DS                                      | DS                                                            |      |                       | Distribuidor            |
| Trackmania Original                                | Microsoft Windows                                             |      |                       | Distribuidor            |
| Trackmania Nations                                 | Microsoft Windows                                             |      |                       | Distribuidor            |
| Trackmania Nations Forever                         | Microsoft Windows                                             |      |                       | Distribuidor            |
| Trackmania Power Up!                               | Microsoft Windows                                             |      |                       | Distribuidor            |
| Trackmania Speed Up!                               | Microsoft Windows                                             |      |                       | Distribuidor            |
| Trackmania Sunrise                                 | Microsoft Windows                                             |      |                       | Distribuidor            |
| Trackmania Sunrise eXtreme!                        | Microsoft Windows                                             |      |                       | Distribuidor            |
| Trackmania United                                  | Microsoft Windows                                             |      |                       | Distribuidor            |
| Trackmania United Forever                          | Microsoft Windows                                             |      |                       | Distribuidor            |
| Trackmania United Forever 2010 Edition             | Microsoft Windows                                             |      |                       | Distribuidor            |
| Virtual Skipper                                    | Microsoft Windows                                             |      |                       | Distribuidor            |
| Virtual Skipper 2                                  | Microsoft Windows                                             |      |                       | Distribuidor            |
| Virtual Skipper 3                                  | Microsoft Windows                                             |      |                       | Distribuidor            |
| Virtual Skipper 4                                  | Microsoft Windows                                             |      |                       | Distribuidor            |
| Virtual Skipper 5: 32nd America's Cup: The Game    | Microsoft Windows                                             |      |                       | Distribuidor            |
| Wargame: AirLand Battle                            | Microsoft Windows, Linux, OS X                                |      |                       | Distribuidor            |
| Wargame: European Escalation                       | Microsoft Windows, Linux, OS X                                |      |                       | Distribuidor            |
| Wargame: Red Dragon                                | Microsoft Windows, Linux, OS X                                |      |                       | Distribuidor            |
| The Wolf Among Us                                  | Microsoft Windows, PS4, XBO, PS3, Xbox 360                    |      | Telltale Games        | Distribuidor en Francia |
| Yesterday                                          | Microsoft Windows                                             |      |                       | Distribuidor            |
| Vampyr                                             | Microsoft Windows, PS4, XBO, PS3, Xbox 360                    | 2018 | Dontnod Entertainment | Distribuidor            |